# Виллем Баренц
Ви́ллем Ба́ренц (нидерл. Willem Barentsz, 1550, Терсхеллинг, Испанские Нидерланды — 20 июня 1597, в районе Новой Земли) — голландский мореплаватель и исследователь. Руководитель трёх арктических экспедиций, целью которых был поиск северного морского пути в Ост-Индию. Умер от цинги во время последней из них в районе Новой Земли. Его именем названы Баренцево море, один из островов и город на открытом им архипелаге Шпицберген, а также Баренцевы острова у западного побережья Новой Земли.

## История
Виллем Баренц родился около 1550 года на острове Терсхеллинг в испанских Нидерландах. «Баренц» (Barents, Barentsz) — сокращение от «Барентзоон» (Barentszoon) — то есть «сын Барента», и, таким образом, является отчеством, но не фамилией. Последняя в данном случае отсутствовала, что свидетельствует о незнатном происхождении.
Нидерландский исследователь Люк Коойманс в предисловии ко 2-му русскому изданию дневников экспедиций Баренца (2011), которые вёл Геррит де Веер, указывает полное имя мореплавателя — Виллем Баренц ван дер Схеллинг — вероятно, по месту его рождения, острову Терсхеллинг. Однако в источниках конца XVI — начала XVII века подобное написание имени Баренца не встречается.
Картограф по специальности, Баренц совместно с Петером Планциусом издал атлас Средиземноморья, ставший результатом его плавания по этому региону. Всемирную известность принесли ему экспедиции в Арктику в поисках альтернативного морского пути в Ост-Индию. Баренц верил в существование «свободной ото льда дороги» через Ледовитый океан, полагая, что солнце в полярный день должно растопить весь лёд.
Основной причиной, побудившей Нидерланды заняться поисками северного морского пути в конце XVI века, являлось господство Испании и Португалии, полностью контролировавших дорогу специй вдоль побережья Индии в эпоху Великих географических открытий. После же освоения голландцами в начале XVII века прямого маршрута от мыса Доброй Надежды к Зондскому проливу необходимость таких поисков отпала.

## Первая экспедиция

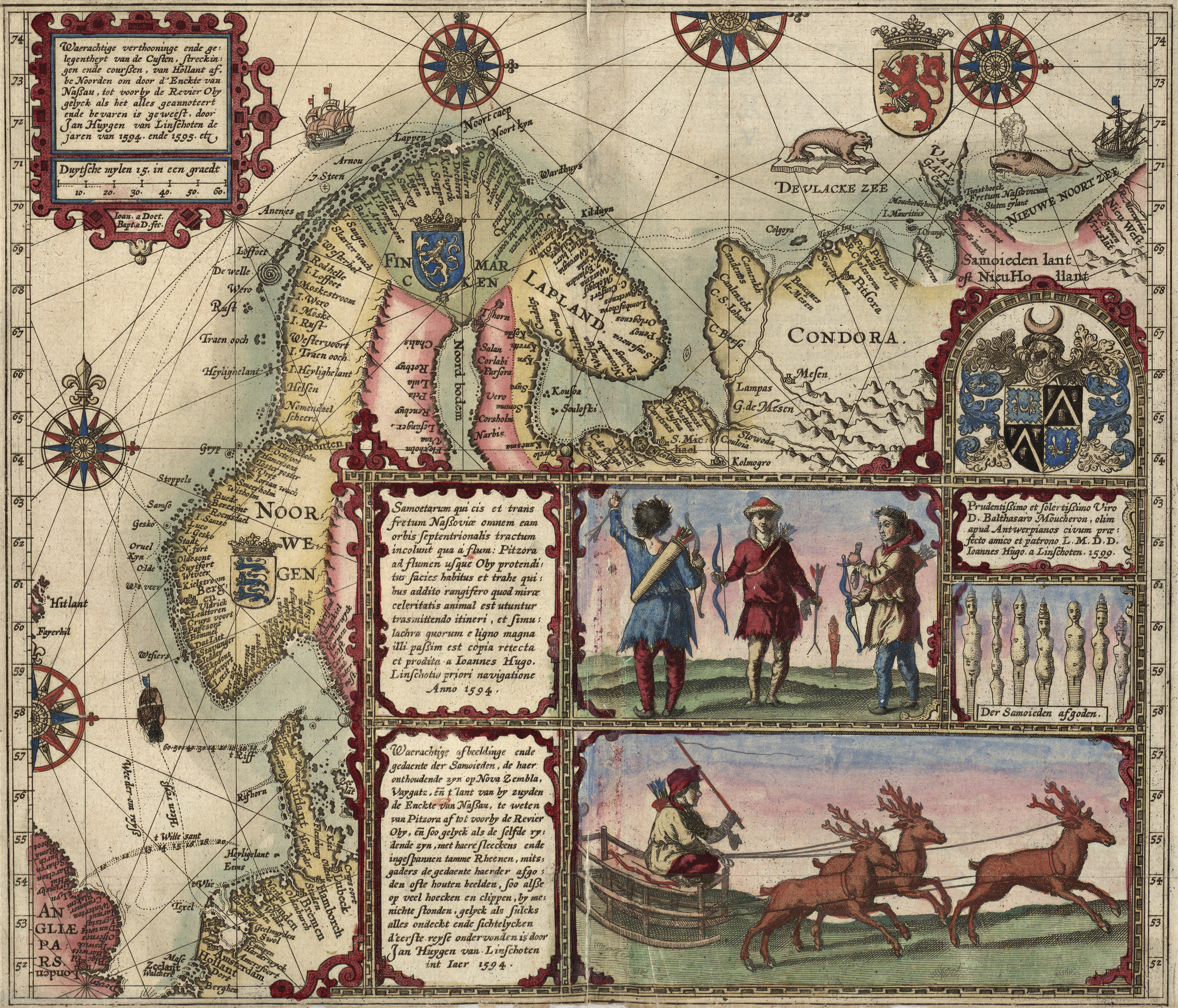
Карта первой экспедиции Баренца, составленная ван Линсхотеном. 1601 г.

В 1594 году первая экспедиция с его участием покинула Амстердам. Целью был поиск Северо-Восточного прохода в Азию. 29 июня Баренц достиг мыса, названного им Ледяным, а 31 июля побывал у группы небольших островов около северной оконечности Новой Земли, названными им Оранскими. По достижении крайней северной точки архипелага, Баренц встретил непроходимые льды, повернул на юг и достиг Костина Шара. К югу от залива, названным Баренцем заливом Св. Лаврентия (возможно, губа Строганова), им обнаружены были на берегу три деревянных избы, корпус покинутой русской ладьи, остатки продовольственных запасов в виде кулей ржаной муки и несколько могил. Повстречав 15 августа у острова Долгого другие суда экспедиции, Баренц был вынужден вернуться назад.

## Вторая экспедиция
Начавшаяся в следующем году экспедиция из семи кораблей под командованием Баренца предприняла попытку пройти между побережьем Сибири и островом Вайгач (через пролив Югорский Шар). Экспедиция добралась к проливу слишком поздно — пролив почти полностью был перекрыт льдом.

## Третья экспедиция

Корабль Баренца, вскоре раздавленный льдами, в 1596 году. Иллюстрация из первого издания дневника Геррита де Веера 1598 г.

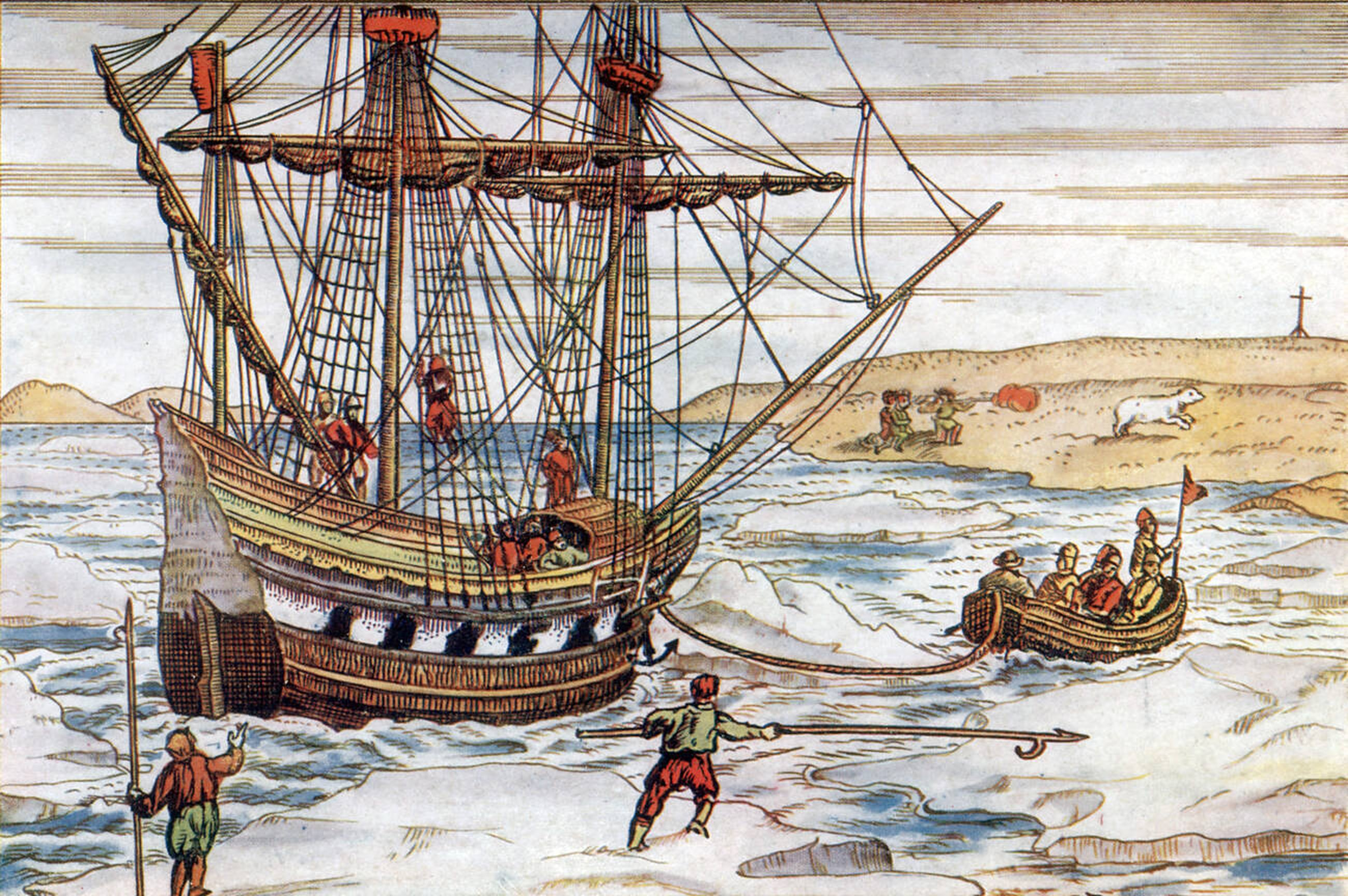
Корабль Баренца у берегов Новой Земли. Гравюра из издания дневника Геррита де Веера 1598 г.

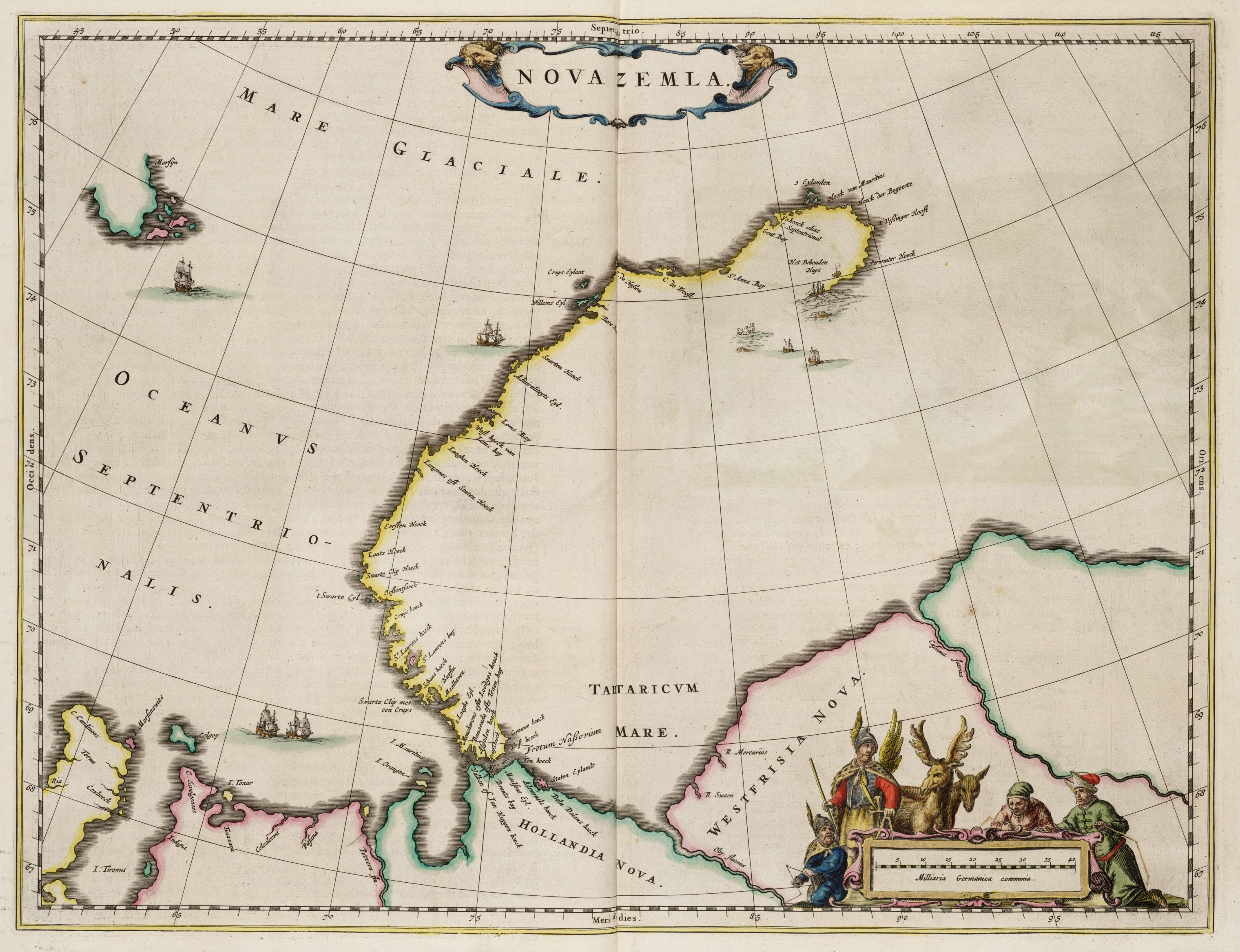
Новая Земля в атласе ван Лоона, 1664 г.

10 мая 1596 года стартовала третья экспедиция Баренца по поиску северного пути в Азию, в которой участвовало два корабля. При этом Баренцу удалось достичь острова Медвежий и архипелага Шпицберген. Впервые члены экспедиции увидели Шпицберген 17 июня или 19 августа 1596 года.
Экспедиция Баренца, обогнув Новую Землю, достигла Карского моря. Опасаясь гибели среди льдов, экспедиция высадилась на берег и устроила зимовку на Новой Земле близ Ледяной Гавани (нидерл. Het Behouden Huys).
Первоначально зимовка проходила более-менее успешно, главным образом, из-за непререкаемого авторитета самого Баренца, сумевшего организовать выживание команды в суровых условиях Заполярья.
Осенью 1596 года из выброшенного на берег плавника был выстроен прочный дом с располагавшимся посередине единственной комнаты каменным очагом с вытяжной трубой, сделанной из корабельной бочки. Вокруг печи устроены были деревянные столы и лежанки. С затертого льдами корабля были вывезены немалые запасы провианта — бобов, сала и соленой сельди.
Наличие в распоряжении моряков достаточного количества фитильных мушкетов, пуль и пороха позволило организовать удачную охоту на песцов и белых медведей, нередко нападавших на зимовщиков. Однако, в силу господствовавшего тогда поверья насчет вредности медвежьего мяса, голландцы так и не рискнули употреблять его в пищу, за исключением печени, в отличие от мяса песцов. Песцовые и медвежьи шкуры использовались ими для изготовления одежды и одеял.
Предусмотрительный Баренц, опасавшийся дурных последствий зимовки в условиях долгой полярной ночи, погубивших ранее экспедицию англичанина Хью Уиллоби (1554), распорядился установить в хижине бочку с водой для купания и ежедневно заставлял моряков делать физические упражнения на свежем воздухе.
Невзирая на все эти меры предосторожности, зимой 1597 года сам Баренц заболел цингой, от которой так и не оправился. А в январе 1597 года зимовку голландцев завалило снегом по самую трубу, из-за чего они едва не замерзли и не задохнулись дымом.
Хотя к началу июня 1597 года Карское море освободилось ото льда, бухта, где стоял корабль, по-прежнему была во льдах. Зимовщики не стали ждать освобождения корабля — северное лето слишком короткое — и 14 июня 1597 года предприняли отчаянную попытку добраться до Кольского полуострова вдоль берегов Новой Земли на двух шлюпках. Хотя экспедиция достигла полуострова, сам Баренц скончался во время этого путешествия 20 июня 1597 года и был похоронен на Новой Земле.
У острова Кильдин выжившие члены экспедиции встретили русских рыбаков, сообщивших им, что в Коле готовятся к отплытию в Нидерланды три корабля, одним из которых командует Ян Корнелисзон Рейп — их бывший спутник, с которым они расстались у острова Медвежьего. На его корабле они прибыли 1 ноября 1597 года в Амстердам, где их давно считали погибшими.
Участники экспедиции Баренца во время зимовки впервые наблюдали оптическое явление, позже названное Эффект Новой Земли по месту его наблюдения. Геррит де Веер вёл дневник экспедиции, где помимо этого явления впервые описаны симптомы гипервитаминоза А, вызванного употреблением в пищу печени белого медведя.
В 1871 году у Ледяной Гавани на Новой Земле норвежской полярной экспедицией Эллинга Карлсена была обнаружена относительно хорошо сохранившаяся хижина Баренца, в которой были найдены посуда, медные монеты, настенные часы, мушкеты, алебарды, протазан, астрономические и навигационные инструменты, а также письменный отчет о зимовке.
Многие из этих находок были переданы голландскому правительству и ныне хранятся в музее экспедиции в Амстердаме. Причиной хорошей сохранности зимовья Баренца на Новой Земле, по единодушному мнению исследователей, стал поверхностный слой льда, «законсервировавший» сооружение. Как только герметизация жилища была нарушена, оно стало стремительно разваливаться, и посетившая спустя несколько лет Ледовую Гавань британская экспедиция Гардинера нашла там лишь руины. В 1933 году советская гидрографическая экспедиция Б. В. Милорадовича нашла здесь только остатки сруба.
Экспедиция Баренца 1596—1597 годов стала последней голландской попыткой поиска северного пути в Азию.

## Фильмография
- Художественный фильм «Новая земля» (Нидерланды, 2011).